# Anthomyia vicarians
Anthomyia vicarians är en tvåvingeart som beskrevs av Ignaz Rudolph Schiner 1868. Anthomyia vicarians ingår i släktet Anthomyia och familjen blomsterflugor. Inga underarter finns listade i Catalogue of Life.